# Boeing B-52 Stratofortress
Boeing B-52 Stratofortress este un bombardier strategic cu reacție, subsonic, cu rază lungă de acțiune. B-52 a fost proiectat și construit de firma Boeing, care ulterior a asigurat mentenanța și îmbunătățirile. Bombardierul este folosit de Forțele Aeriene ale Statelor Unite ale Americii din anii 1950. Poate transporta până la 32 de tone de armament.
După câștigarea contractului în luna iunie a anului 1946, bombardierul a evoluat de la o configurație cu aripă dreaptă și șase turbopropulsoare la o configurație cu aripă în săgeată și opt turboreactoare în cazul prototipului final YB-52. Zborul inaugural a avut loc în aprilie 1952. Construit pentru a transporta armament nuclear în misiuni de tip disuasiune din timpul Războiului Rece, B-52 Stratofortress a înlocuit modelul Convair B-36. Deși a fost folosit în mai multe războaie, B-52 a folosit numai armament convențional în luptă. Denumirea Stratofortress este folosită rar în afara contextelor oficiale; echipajele folosesc denumirea BUFF (Big Ugly Fat/Flying Fucker/Fellow).
B-52 se află în arsenalul Statelor Unite ale Americii din anul 1955. Având o performanță superioară la viteze mari subsonice și costuri de operare relativ reduse, B-52 a fost păstrat în dotare în ciuda apariției unor modele mult mai avansate, precum North American XB-70 Valkyrie (capabil de a atinge Mach 3), Rockwell B-1 Lancer (cu geometrie variabilă) sau Northrop Grumman B-2 Spirit (cu tehnologie stealth: nedetectabil radar).

## Operatori
United States
- NASA

United States Air Force  76 avioane in uz din februarie 2015
Air Combat Command
- 57th Wing – Nellis AFB, Nevada

340th Weapons Squadron (Barksdale)
Air Force Global Strike Command
- 2d Bomb Wing – Barksdale AFB, Louisiana

11th Bomb Squadron
20th Bomb Squadron
96th Bomb Squadron
- 5th Bomb Wing – Minot AFB, North Dakota

23d Bomb Squadron
69th Bomb Squadron
Air Force Materiel Command
- 412th Test Wing – Edwards AFB, California

419th Flight Test Squadron
Air Force Reserve Command
- 307th Bomb Wing – Barksdale AFB, LA

93d Bomb Squadron
343d Bomb Squadron